# Michael Rice (chanteur)
 (février 2019).
Pour les articles homonymes, voir Rice.
Michael Rice, né le 25 octobre 1997 à Hartlepool, en Angleterre, est un chanteur britannique.
Il représente le Royaume-Uni au Concours Eurovision de la chanson 2019 à Tel-Aviv, en Israël, avec la chanson Bigger than Us. Avant cela il avait gagné la première saison de All Together Now sur la BBC One en 2018. Il a également participé à la onzième saison de The X Factor en 2014.

## Biographie

### Carrière

#### 2014-2018:The X FactoretAll Together Now
En 2014, Michael Rice est entré dans la onzième saison de The X Factor au Royaume-Uni. Lors de son audition, il chante I Look to You de Whitney Houston. Il est éliminé après le camp d'entraînement.
En 2018, il participe à la première saison de All Together Now diffusé sur BBC One. Michael Rice remporte cette première saison de All Together Now.

#### 2019: Concours Eurovision de la chanson 2019
En janvier 2019, Michael Rice est confirmé comme l'un de six artistes en compétition dans l'émission Eurovision: You Decide.
Le gagnant représentera le Royaume-Uni à l'Eurovision 2019.
Le 8 février 2019, il gagne la compétition avec sa chanson Bigger than Us écrit par Laurell Barker, Anna-Klara Folin, John Lundvik et Jonas Thander. Il représente le Royaume-Uni à Tel-Aviv,Israël lors du Concours Eurovision de la chanson 2019 en mai de cette année-là et termine en dernière position.

## Discographie

### Single
| Année | Titre          | Album            |
| ----- | -------------- | ---------------- |
| 2019  | Bigger than Us | Non-album single |